# NGC 4606
NGC 4606 is een balkspiraalstelsel in het sterrenbeeld Maagd. Het hemelobject werd op 15 maart 1784 ontdekt door de Duits-Britse astronoom William Herschel.

## Synoniemen
- UGC 7839
- MCG 2-32-174
- ZWG 70.213
- VCC 1859
- IRAS 12384+1211
- PGC 42516